# 1686 aux échecs
| Années des échecs : 1683 - 1684 - 1685 - 1686 - 1687 - 1688 - 1689    |
| Décennies des échecs : 1650 - 1660 - 1670 - 1680 - 1690 - 1700 - 1710 |

Cet article présente les faits marquants de l'année 1686 aux échecs.

## Événements majeurs
Les joueurs d’échecs parisiens se réunissent désormais au café Procope. Ce café restera un haut lieu des échecs jusqu’en 1740 .